# Waldighofen
Waldighofen é uma comuna francesa na região administrativa de Grande Leste, no departamento Alto Reno. Estende-se por uma área de 4,14 km². Em 2010 a comuna tinha 1 566 habitantes (densidade: 378,3 hab./km²).